# Opération Main d'or
 (février 2024).
La mise en forme du texte ne suit pas les recommandations de Wikipédia : il faut le « wikifier ».
Les points d'amélioration suivants sont les cas les plus fréquents. Le détail des points à revoir est peut-être précisé sur la page de discussion.
- Les titres sont pré-formatés par le logiciel. Ils ne sont ni en capitales, ni en gras.
- Le texte ne doit pas être écrit en capitales (les noms de famille non plus), ni en gras, ni en italique, ni en « petit »…
- Le gras n'est utilisé que pour surligner le titre de l'article dans l'introduction, une seule fois.
- L'italique est rarement utilisé : mots en langue étrangère, titres d'œuvres, noms de bateaux, etc.
- Les citations ne sont pas en italique mais en corps de texte normal. Elles sont entourées par des guillemets français : « et ».
- Les listes à puces sont à éviter, des paragraphes rédigés étant largement préférés. Les tableaux sont à réserver à la présentation de données structurées (résultats, etc.).
- Les appels de note de bas de page (petits chiffres en exposant, introduits par l'outil «  Source ») sont à placer entre la fin de phrase et le point final[comme ça].
- Les liens internes (vers d'autres articles de Wikipédia) sont à choisir avec parcimonie. Créez des liens vers des articles approfondissant le sujet. Les termes génériques sans rapport avec le sujet sont à éviter, ainsi que les répétitions de liens vers un même terme.
- Les liens externes sont à placer uniquement dans une section « Liens externes », à la fin de l'article. Ces liens sont à choisir avec parcimonie suivant les règles définies. Si un lien sert de source à l'article, son insertion dans le texte est à faire par les notes de bas de page.
- La présentation des références doit suivre les conventions bibliographiques. Il est recommandé d'utiliser les modèles {{Ouvrage}}, {{Chapitre}}, {{Article}}, {{Lien web}} et/ou {{Bibliographie}}. Le mode d'édition visuel peut mettre en forme automatiquement les références.
- Insérer une infobox (cadre d'informations à droite) n'est pas obligatoire pour parachever la mise en page.

Pour une aide détaillée, merci de consulter Aide:Wikification.
Si vous pensez que ces points ont été résolus, vous pouvez retirer ce bandeau et améliorer la mise en forme d'un autre article.
L'opération Main d'or (יד זהב) est une opération de Tsahal en coopération avec le Shin Bet et le Yamam pour le sauvetage de deux otages israéliens enlevés lors de l'attaque de Nir Yitzhak le 7 octobre 2023 et détenus à Rafah. L'opération pour leur libération a commencé le 12 février 2024 à 1 h 0 du matin lors des combats dans la bande de Gaza dans le cadre de l'offensive israélienne contre le Hamas et s'est terminée avec succès par le sauvetage des otages ainsi qu'un soldat qui a été légèrement blessé pendant l'opération,.

## Contexte
Dans la matinée du 7 octobre 2023, des militants du Hamas et du Jihad islamique palestinien (JIP) lancent une attaque surprise sur Israël. Fernando Simon Marman, âgé de 60 ans, et Luis Herr, âgé de 70 ans, ont été enlevés par des militants du Hamas vers la bande de Gaza depuis le Kibboutz Nir Yitzhak dans le cadre de l'attaque sur Nir Yitzhak le 7 octobre 2023,.

## L'opération
Le Yamam, le Shin Bet et Shayetet 13 ont travaillé sur l'opération pendant une longue période, mais jusqu'au 12 février, les conditions sur le terrain n'ont pas permis l'exécution de l'opération.
Dans la nuit du dimanche au lundi, le 12 février 2024, lors de la manœuvre au sol à Gaza, les forces du Yamam sont secrètement arrivées au deuxième étage du bâtiment où les otages étaient détenus au cœur de Rafah. Les forces se sont couvertes mutuellement et ont également reçu un appui feu de l'Armée de l'Air. Elles sont arrivées à la maison tenant les otages tout en étant entourées par des militants armés, à l'extérieur du bâtiment et près des otages. Les forces ont pris d'assaut le bâtiment, ont forcé la porte verrouillée à l'aide d'une charge explosive, ont éliminé trois militants gardant les otages, et ont sauvé les otages en trois secondes dès leur entrée dans le bâtiment. Les soldats de l'IDF ont enveloppé les otages dans une protection personnelle et les ont embrassés avec leurs corps pour les protéger du feu des militants. Pendant la bataille, un combattant a été légèrement blessé après être tombé d'un lieu élevé.
Pendant le sauvetage, les militants palestiniens ont tiré sur les combattants, et les forces ont riposté. Simultanément, l'Armée de l'Air a attaqué les centres de commandement et les salles de contrôle du Hamas dans la zone pour les priver de la capacité de construire une image de la situation en cours.
Ensuite, les combattants du Shin Bet et du Yamam ont évacué les otages avec l'aide de Shayetet 13 et de la 7e brigade blindée. Les forces ont extrait les otages vers un hélicoptère, qui a transféré les otages en Israël. La durée de l'opération était d'environ une heure.
Le quartier général opérationnel qui a géré l'opération comprenait le chef du Shin Bet, le Chef d'État-Major, le Commissaire de Police, le commandant du Yamam, le chef du Renseignement Militaire, le chef de la Direction des Opérations, et le commandant de l'Armée de l'Air. Plus tard, le Ministre de la Défense et le Premier Ministre se sont joints.
Les deux otages ont été emmenés pour des examens médicaux au Centre Médical Sheba à Tel Hashomer, où il a été rapporté que leur état était bon.